# セコンド
セコンド (second) とは、格闘技試合における介添人のことである。

## 概要
セコンドの役目は試合の際に出場選手に付き添い、試合中のインターバルの時に選手に作戦を授けたり、汗を拭いたり、傷の手当てなどをすることである。また、選手の状態が危険な場合、棄権の意思を表明して（テクニカルノックアウト）試合を終了させる権限がある。
プロボクシングの試合では、セコンドとして起用される人間（スタッフ）は三名迄、アマチュアボクシングの試合では、二名迄である。そのうち、チーフ（主任）を務めるスタッフ一名のみがリングの中に入ることが出来る。セコンドとして試合に関わるにはセコンドライセンスを要するが、トレーナーライセンス保持者は別に取得しなくてもよい。その他の格闘技では多少の誤差はあるが、基本的にボクシングのシステムと同じである。止血に対応するセコンドはカットマンと呼ばれる。
アマチュアレスリングの試合では一名のみ認められ、試合マットから離れたコーチボックスに陣取り、選手に対してアドバイスをすることが出来る。
プロレスの試合でのセコンドは主にタッグパートナーやマネージャーが務めることが多い。団体や選手によっておおむね一名から五名が付く。上記の他の格闘技のセコンドがやる仕事の他、ランバージャックデスマッチの試合形式ではセコンドを務める選手たちがリング下に待機し、試合を行っている選手がリング下に落ちた場合にリングに押し戻す役割も担う。またレフェリーに見えないように試合に介入したり凶器を渡したりすることもある（悪役レスラーのセコンドの場合）。何らかの理由で完全決着を避ける必要がある場合は公然と試合に介入して不透明決着（そのセコンドが付いたレスラーの反則負けになる場合が多い）に持ち込むのもセコンドの役目の一つである。

## セコンドが配される事のある主な格闘技
- ボクシング
- キックボクシング
- レスリング
- プロレス
- 総合格闘技
- テコンドー